# Дарувала, Джехан
Джехан Дарувала (род. 1 октября 1998, Мумбаи, Индия) — индийский автогонщик. В сезоне 2024 года выступает в Формуле-E.

## Карьера
Дарувала начал свою гоночную карьеру в картинге в 2011 году, где выступал до 2014 года. Помимо прочего, Джехан стал чемпионом Азиатско-Тихоокеанского региона в категории KF3 в 2012 году. В 2014 году занял второе место на чемпионате Германии по картингу и третье место на чемпионате мира CIK-FIA. Во время занятий картингом был принят в программу поддержки гоночной команды Формулы-1 Force India как победитель в рамках отбора талантов «Один из миллиарда».
В сезоне 2015 года Дарувала дебютировал в формульных гонках и выступал за команду Fortec Motorsport в Североевропейском кубке Формуле-Рено. С тремя подиумами закончил свой дебютный сезон на пятом месте. Он также выступал за Fortec в качестве гостя в Формуле-Рено и Еврокубке Формулы-Рено 2.0.
В сезоне 2016 года Дарувала стартовал в Toyota Racing Series в Новой Зеландии на соревновании M2. Он выиграл три гонки и финишировал вторым после своего напарника по команде Ландо Норриса с 789 против 924 очков. Затем снова поехал в Европу. В составе команды Josef Kaufmann Racing занял девятое место в общем зачете Еврокубка Формулы Renault 2.0 и, одержав победу, занял четвёртое место в Североевропейской Формуле-Рено. Норрис снова стал его напарником по команде и выиграл оба чемпионата.
В сезоне 2017 года Дарувала вернулся в M2 Motorsport в Toyota Racing Series. С двумя победами он занял пятое место в общем зачёте. Затем Дарувала выступал за Carlin в Чемпионате Европы Формулы-3 в сезонах 2017 и 2018 годов.
В сезоне 2019 года перешёл в Формулу-3, где выступал за команду Prema Powerteam. Он закончил сезон на третьем месте после двух своих напарников по команде Маркуса Армстронга и Роберта Шварцмана. Дарувала выиграл две гонки и семь раз поднимался на подиум.
После того, как Force India обанкротилась, завершилась и молодёжная программа гоночной команды. Однако Дарувала стал членом Red Bull Junior Team с сезона 2020 года, что также дало ему возможность выступить в чемпионате Формулы-2. Он снова начал выступать за Carlin в качестве напарника по команде Юки Цуноды, также выступающего за Red Bull Junior Team. Дарувала закончил сезон на 12-м месте с 72 очками.
В сезоне 2021 года снова выступал в чемпионате Формулы-2 за команду Carlin. С победой в гонке и 113 очками занял седьмое место в личном зачёте. Он также участвовал в Азиатской Формуле-3 в сезоне 2021 года, где занял третье место в турнирной таблице.
В сезоне 2022 года Дарувала перешёл в команду Prema Racing в Формуле-2. Как и в сезоне 2021 года, занял седьмое место в чемпионате.